# 陳允懋
陳允懋（1958年—）是台灣銀行家，現職為瑞銀集團台灣區負責人。

## 生平
1977年從成功高中畢業，大學進入中國文化大學就讀法律系，曾是籃球校隊成員，之後前往美國攻讀舊金山大學企業管理碩士，父母親是蔣經國時代的府院一級幕僚，父親曾安排陳允懋返台後出任蕭萬長機要祕書。金融生涯從1985年花旗銀行做房貸業務開始，在美國加州及台灣分行度過14年，1999年8月加入瑞銀集團，2015年升任瑞銀集團董事總經理，2016年接任瑞銀台北分行總經理以及瑞銀集團台灣區負責人。
陳允懋是P. LEAGUE+新竹街口攻城獅股東。陳允懋育有一子一女，兒子陳瑞恩（Ryan）在P. LEAGUE+擔任英文主播，女兒Taylor Chen在T1聯盟擔任英文主播。